# La niña de luto
La niña de luto és una pel·lícula espanyola de 1964 dirigida per Manuel Summers del gènere comèdia negra. L'acció es desenvolupa en un poble de la província de Huelva i el guió segueix la història d'un fet real. El tema de fons és l'existència i costum de portar dol rigorós durant mesos amb totes les conseqüències que això comporta. Els extres de la pel·lícula van ser els propis veïns del poble en el seu caminar quotidià, en els seus propis carrers i a les seves pròpies cases. El seu argument està basat en una idea de Francisco Summers, germà del director. Es va estrenar comercialment el 16 de novembre de 1964 a Sant Sebastià.
La pel·lícula va ser molt important per alguns dels seus participants: per a María José Alfonso i per a Alfredo Landa va suposar el seu primer èxit com a protagonistes; Summers va portar a terme la seva segona aparició com a director, traient el tema del que en principi seria una tercera part en la pel·lícula Del rosa al amarillo. Pilar Miró va treballar en el guió i després d'aquesta obra i la següent en El juego de la Oca (1965) se li va obrir el camí per a la seva gran etapa com a realitzadora a TVE.

## Argument
L'acció transcorre principalment a La Palma del Condado (Huelva). Les cases, els carrers, l'església, el cementiri, el camp, van ser decorats naturals i autèntics pels que es van desplegar els personatges.
Rocío Vázquez Romero és una «joven casadera», com es deia en aquells anys de la dècada dels 60 del segle xx, que té un promès nomenat Rafael Castroviejo. Rafael és de professió practicant. Rocío acaba d'arribar a la fi d'un dol de sis mesos imposat per la mort de la seva àvia. En aquest moment ja té permís per seguir les relacions amb el seu xicot, per passejar amb ell, anar al cinema, a l'església, al ball i parlar, sobretot parlar i fer plans per al casament interromput a causa del dol. Però el destí vol que novament els seus plans s'interrompin perquè mor l'avi i els costums socials dicten que la neta ha de portar com la vegada anterior sis mesos de dol. Rafael no es conforma amb aquesta nova espera i aconsegueix convèncer a Rocío de què escapi de l'opressió familiar, se'n vagi amb ell a Huelva i una vegada lliures es casin. Quan ja està tot parlat i preparat per a la fuga, mor el pare de Rocío i la vida s'atura novament, els plans es desfan i les esperances s'esvaeixen. Rafael se'n va sol a Huelva. «No puc amb tot això, Rocío», diu en anar-se'n; i ella contesta, «Ho comprenc Rafael».

## Repartiment
Els dos actors principals van ser María José Alfonso al paper de Rocío Vázquez Romero i Alfredo Landa com el jove practicant Rafael Castroviejo. No eren aprenents en la professió però mai no havien representat papers de protagonista; havien fet papers secundaris en algunes pel·lícules a més a més de considerar-se bons actors de teatre. En el moment en què es va crear el repartiment els dos estaven treballant i assajant al teatre Infanta Beatriz de Madrid. Per a ells va ser el salt a la fama després de la seva actuació com veritables professionals que tant els seus companys com la crítica van valorar en el seu just lloc. Alfredo Landa vivia el treball de la pel·lícula amb tant entusiasme que no es perdia ni un moment del rodatge, encara que no hagués estat convocat. Maria José Alfonso es va casar amb un dels productors (Francisco Molero)
Els actors José Vicente Cerrudo i Lina Onesti van assumir els papers dels avis de la protagonista. Aquests mateixos actors havien donat vida a la parella protagonista de Del rosa al amarillo en la segona part, és a dir en la història d'amor dels ancians. Vicente Cerrudo apareix en algunes escenes de La niña de luto però Lina Onesti només està present en una fotografia, ja que quan la pel·lícula comença, l'àvia ja s'havia mort.
Francisco Summers, germà del director Manuel Summers, a més a més d'aportar la idea original com un record a la seva pròpia experiència, va encarnar el personatge del conductor del cotxe de morts. La plantilla de personatges secundaris es va cobrir amb altres actors que representaven amics, parents, guàrdia civil, capellà, etc.

## Tema

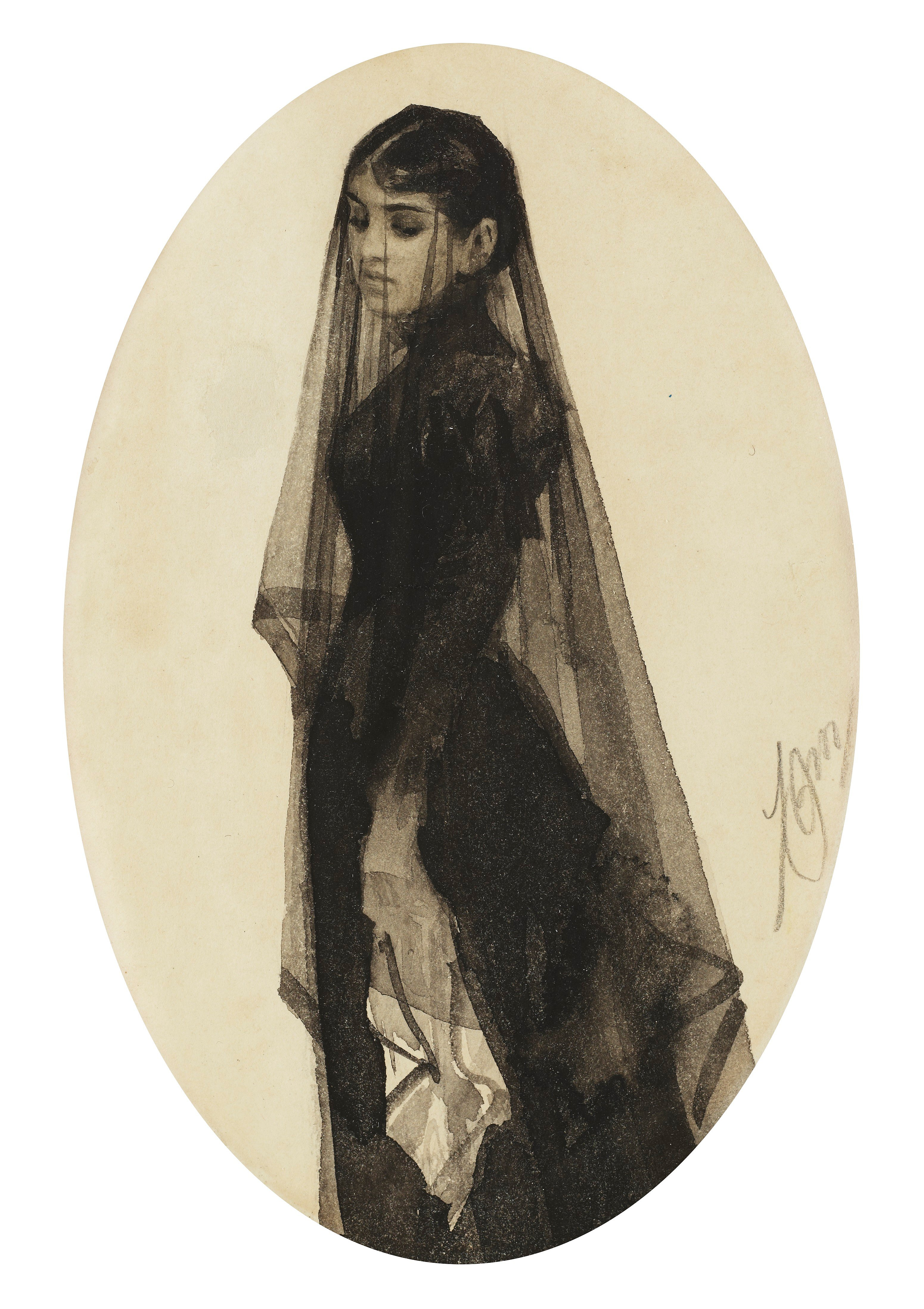
Exemple del que pot ser un dol amb la «pena negra».

El costum d'exterioritzar el dol per la mort d'una persona pròxima amb les peces de roba de vestir és una cosa universal i consubstancial a l'ésser humà. Fins i tot l'últim terç del segle xx va perdurar aquest costum a Espanya i no només des d'un punt de vista religiós sinó social. La càrrega social tenia molta influència; els costums, «el qué dirán». En la vestidura va ser força comú l'ús de l'anomenada «negra pena» que consistia en un vel llarg que de vegades ocultava el rostre i relliscava per tota l'esquena.
Eren arguments a esgrimir i dels que rarament es podia escapar. El temps estipulat per portar el dol estava perfectament reglamentat: dos anys de dol rigorós -és a dir, vestir de negre de dalt a baix, roba interior inclosa- per la defunció del cònjuge. Dos anys de dol rigorós per la defunció d'un fill. Un any de dol rigorós i sis mesos d'alleugeriment els fills per la mort dels seus pares. Sis mesos de dol i tres d'alleugeriment per la mort dels avis. Això últim va ser el que va haver de suportar Rocío, la protagonista de la pel·lícula. Però és que el dol en alguns llocs no es limitava a les vestimentes sinó al quotidià de la vida, per tant si una jove estava de dol deixava, per respecte, de parlar o passejar amb el promès i, per descomptat, no podia pensar en la cerimònia del casament.

## Producció
Manuel Summers va concebre la seva primera pel·lícula Del rosa al groc amb tres històries diferenciades que tenien el denominador comú de l'amor: amor entre adolescents, amor entre joves i amor entre ancians. Però veient que seria un guió massa llarg, va optar per treure el tema central dels joves que donaria joc per a una pel·lícula independent; així va ser com va néixer La niña de luto. Va ser en ple rodatge de Del rosa al amarillo quan Summers va presentar als productors Francisco Molero i José Antonio Sáinz de Vicuña el guió del que seria La niña de luto. Tots dos van intuir que podria ser una bona pel·lícula i als pocs mesos va començar el seu rodatge.

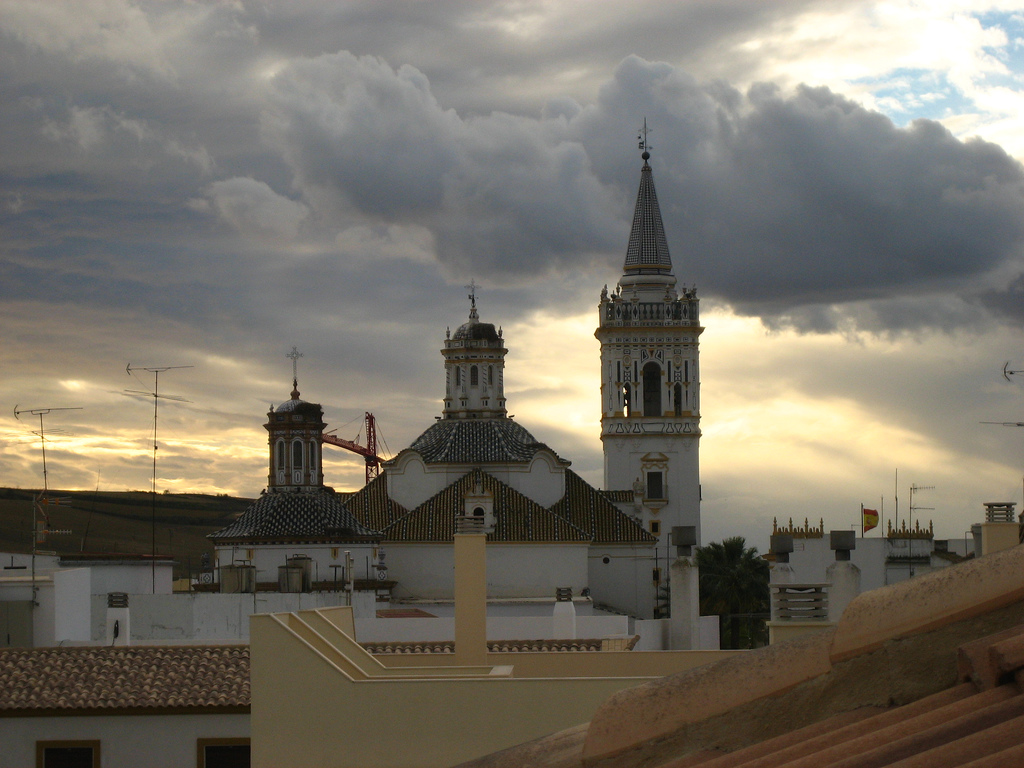
Església de La Palma del Condado.

El lloc escollit per als exteriors va ser un poble de la província de Huelva nomenat La Palma del Condado, un lloc el barri vell el qual està declarat Bé d'interès cultural en la categoria de  Conjunt Històric-Artístic, per Decret del 8 d'octubre de 2002. Els seus habitants es van convertir aviat en els millors col·laboradors, formant equip amb els professionals. Aquests professionals ja es coneixien de la producció anterior de Summers i molts eren companys a l'EOC (Escola Oficial de Cinema) inclòs el propi Summers. Les escenes que van necessitar decorats es van rodar als Estudis Ballesteros de Serafín Ballesteros i van ser obra de l'escenògraf Sigfrido Burmann. El tècnic de so va ser Eduardo Fernández que va realitzar una difícil feina en prendre les veus i els sorolls en directe.

## Llegat
Cinquanta anys més tard els germans José i Manuel Lagares (guanyadors d'un premi Goya de l'any 2000, pel seu curtmetratge Los Gira-soles) es van implicar en l'elaboració del documental La niña ya no está de luto com a homenatge i commemoració a la pel·lícula de Summers i al poble que li va donar vida.